# CRYGN
CRYGN (англ. Crystallin gamma N) – білок, який кодується однойменним геном, розташованим у людей на 7-й хромосомі. Довжина поліпептидного ланцюга білка становить 182 амінокислот, а молекулярна маса — 20 624.
| 10         |  | 20         |  | 30         |  | 40         |  | 50         |
| ---------- |  | ---------- |  | ---------- |  | ---------- |  | ---------- |
| MAQRSGKITL |  | YEGKHFTGQK |  | LEVFGDCDNF |  | QDRGFMNRVN |  | SIHVESGAWV |
| CFNHPDFRGQ |  | QFILEHGDYP |  | DFFRWNSHSD |  | HMGSCRPVGM |  | HGEHFRLEIF |
| EGCNFTGQCL |  | EFLEDSPFLQ |  | SRGWVKNCVN |  | TIKVYGDGAA |  | WSPRSFGAED |
| FQLSSSLQSD |  | QGPEEATTKP |  | ATTQPPFLTA |  | NL         |  |            |

A: Аланін

C: Цистеїн

D: Аспарагінова кислота

E: Глутамінова кислота

F: Фенілаланін

G: Гліцин

H: Гістидин

I: Ізолейцин

K: Лізин

L: Лейцин

M: Метіонін

N: Аспарагін

P: Пролін

Q: Глутамін

R: Аргінін

S: Серин

T: Треонін

V: Валін

W: Триптофан

Задіяний у такому біологічному процесі, як альтернативний сплайсинг. 